# Hal B. Wallis
Hal B. Wallis (właśc. Aaron Blum Wolowicz; ur. 19 października 1898 w Chicago, zm. 5 października 1986 w Rancho Mirage) – amerykański producent filmowy.

## Wybrana filmografia
producent
- 1931: Ostatnie wydanie
- 1934: Prawda zwycięża
- 1937: Władczyni puszczy
- 1939: Stara panna
- 1942: Casablanca
- 1944: Droga do Marsylii
- 1967: Boso w parku
- 1969: Anna tysiąca dni
- 1972: Śledź mnie!

## Nagrody i nominacje
Był trzykrotnie nominowany do Oscara.